# Euproctis illanta
Euproctis illanta är en fjärilsart som beskrevs av Swinhoe 1891. Euproctis illanta ingår i släktet Euproctis och familjen tofsspinnare. Inga underarter finns listade i Catalogue of Life.